# Joe Benton
Joseph Edward Benton (né le 28 septembre 1933) est un homme politique du parti travailliste britannique qui est député de Bootle de 1990 à 2015.

## Jeunesse
Benton est né à Bootle, dans le Merseyside et fait ses études à l'école primaire catholique romaine St Monica sur Aintree Road et à l'école secondaire de Bootle et au Bootle Municipal Technical College (maintenant partie du Hugh Baird College of Further Education).
À sa sortie de l'école en 1949, il suit un apprentissage de monteur et tourneur. Il fait son service national en 1955 avec la RAF. En 1958, il rejoint la Pacific Steam Navigation Company  comme officier du personnel, restant à ce poste jusqu'en 1981. En 1982, il devient responsable du personnel chez Girobank.
Il est juge de paix au banc Bootle depuis 1969. Il est élu conseiller au conseil d'arrondissement du comté de Bootle en 1970, avant de rejoindre le conseil d'arrondissement de Sefton après la réforme du gouvernement local en 1973 et sert jusqu'à son élection au Parlement en 1990. Benton est représentant du quartier de Derby de 1970 à 1991 et chef du conseil en 1985 avant d'être remplacé par Peter Dowd. Dowd succède également à Benton comme député de la circonscription de Bootle en mai 2015.

## Carrière parlementaire
Bootle voit la mort de deux jeunes députés travaillistes en 1990. Allan Roberts est décédé le 21 mars après une longue bataille contre le cancer. Benton est sur la liste restreinte pour lui succéder mais perd face à Mike Carr qui remporte l'élection partielle le 24 mai. Carr est décédé le 20 juillet des suites d'une crise cardiaque à peine 57 jours après son élection. Benton remporte l'investiture pour la deuxième élection partielle à Bootle. Il est élu confortablement le 8 novembre, obtenant 78 % des voix et près de dix fois celle de son plus proche rival, le conservateur James Clappison. Après les élections générales de 2001, il occupe le siège travailliste le plus sûr du pays.
Benton est nommé whip de l'opposition par John Smith en 1994, mais n'est pas nommé au gouvernement par Tony Blair après les élections générales de 1997.
Benton vote pour restreindre la disponibilité de l'avortement et s'oppose à la recherche sur l'embryon et à l'euthanasie. Il est également l'un des quinze députés travaillistes à s'opposer au projet de loi sur les infractions sexuelles qui égalise l'âge du consentement pour les rapports sexuels homosexuels et hétérosexuels. En février 2012, Benton signe une pétition parrainée par la Coalition for Marriage qui déclare : « Je soutiens la définition légale du mariage qui est l'union volontaire à vie d'un homme et d'une femme à l'exclusion de tous les autres. Je m'oppose à toute tentative de redéfinition.". Cela suscite une opposition dans son parti de circonscription, certains membres estimant qu'il n'est pas prêt à les écouter, contribuant à une décision de le désélectionner.
Le 12 juin 2014, Benton annonce qu'il ne se représenterait pas aux prochaines élections. C'est après un vote pris par son parti travailliste de circonscription, qui choisit d'ouvrir le processus de sélection plutôt que de re-sélectionner automatiquement Benton. Son absence de la circonscription et son travail fréquent à l'étranger sont cités comme des raisons pour lesquelles les militants ne l'ont pas soutenu .

## Vie privée
Il épouse Doris Wynne en 1959 à Bootle (décédée en 2016), et le couple a quatre filles.
Le 21 juin 2014, le pape François confère à Benton le titre de chevalier de l'Ordre de Saint-Grégoire-le-Grand (KSG) en reconnaissance de la contribution qu'il a apportée à la vie ecclésiastique et civique aux niveaux local et national .